# Advección de contorno
La advección de contorno es un método lagrangiano para simular la evolución de uno o más contornos o isolíneas de un trazador a medida que es agitado por un fluido en movimiento. Considérese una gota de colorante inyectada en una corriente de río o arroyo: para el primer orden puede ser modelada siguiendo sólo el movimiento de sus contornos. Se trata de un excelente método para estudiar una mezcla caótica: incluso cuando está advectado por campos de velocidad suave o resueltos finitamente, a través de un proceso continuo de estiramiento y plegamiento, estos contornos se convierten a menudo en intrincados fractales. El trazador es generalmente pasivo como en pero también puede ser activo como en, representando una propiedad dinámica del fluido como la vorticidad. En el presente, la advección de contornos está limitada a dos dimensiones, pero son posibles las generalizaciones a tres dimensiones.

## Método
Primero se necesita un conjunto de puntos que definan con precisión el contorno. Estos puntos son advectados usando una técnica de integración de la trayectoria. Para mantener su integridad, los puntos deben ser agregados o ser eliminados de la curva a intervalos regulares, basados en algún criterio o métrica. El criterio más obvio es mantener la distancia entre los puntos adyacentes dentro de un cierto intervalo. Un mejor método consiste en utilizar la curvatura ya que son requeridos menos puntos para el mismo nivel de precisión. La curvatura de una curva cartesiana de dos dimensiones viene dada por:
{\displaystyle {\frac {1}{r}}={\sqrt {\left({\frac {\mathrm {d} ^{2}x}{\mathrm {d} s^{2}}}\right)^{2}+\left({\frac {\mathrm {d} ^{2}y}{\mathrm {d} s^{2}}}\right)^{2}}}}
donde {\displaystyle r} es el radio de curvatura y {\displaystyle s} es el camino. Se necesita mantener la fracción de arco trazado entre dos puntos adyacentes, {\displaystyle r\Delta s}, donde {\displaystyle \Delta s} es la diferencia de camino entre ellos, más o menos constante
En, el ajuste de spline cúbico es usado tanto para calcular la curvatura e interpolar nuevos puntos en el contorno. El spline, que está equipado paramétricamente, devuelve un conjunto de derivadas de segundo orden.